# Jack Gilford
Jack Gilford, född som Jacob Aaron Gellman den 25 juli 1908 på Lower East Side på Manhattan i New York, död 4 juni 1990 i New York, var en amerikansk skådespelare.

## Filmografi i urval
- 1965 – En kul grej hände på väg till Forum
- 1966 – Ro hit med stålarna!
- 1967 – Nattens terror
- 1968 – Fixaren
- 1970 – Moment 22
- 1971 – Kanske en Sherlock Holmes
- 1973 – Save the Tiger
- 1976 – Pang i bygget
- 1980 – Milda makter
- 1981 – Grottmannen
- 1985 – Cocoon – djupets hemlighet
- 1988 – Arthur - skakad, inte rörd!
- 1988 – Cocoon – återkomsten
- 1989 – B.L. Stryker, privatdetektiv, avsnitt Auntie Sue (gästroll i TV-serie)